# علي بلاغي (مياندوآب)
علي بلاغي هي قرية في مقاطعة مياندوآب، إيران. عدد سكان هذه القرية هو 250 في سنة 2006.